# Лавров, Яков Иванович
Яков Иванович Лавров (22 марта 1914, Мишуково, Московская губерния — 16 августа 1944, Шебне, Генерал-губернаторство) — старший лейтенант Рабоче-крестьянской Красной Армии, участник Великой Отечественной войны, Герой Советского Союза (1945).

## Биография
Яков Иванович Лавров родился 22 марта 1914 года в крестьянской семье по одним данным в деревне Мишуковой Ямкинской волости Богородского уезда Московской губернии, ныне деревня входит в Богородский городской округ (город областного подчинения Ногинск с административной территорией) Московской области, а по другим данным в селе Воскресенском той же волости, ныне того же городского округа.
Окончил Пашуковскую начальную школу, потом школу № 2 города Ногинска. После окончания семи классов школы работал бухгалтером в колхозе. В июне 1941 года Лавров был призван на службу в Рабоче-крестьянскую Красную Армию. С июня 1942 года — на фронтах Великой Отечественной войны. 
В 1944 году Лавров окончил Сталинградское военное танковое училище.
К августу 1944 года старший лейтенант Яков Лавров командовал взводом танков Т-34 3-го танкового батальона, 111-й танковой бригады (25-го танкового корпуса, 38-й армии, 1-го Украинского фронта). Отличился во время освобождения Польши. 
14 августа 1944 года с 6:15 до 6:30 111-я танковая бригада форсировала реку Вислок и вела бой за деревню Видач (пол. Widacz (powiat strzyżowski)). Потом танки двинулись вдоль шоссе по направлению к деревне Твердза (пол. Twierdza (województwo podkarpackie)) и в 7:00 подверглись мощному организованному артиллерийскому огню и понесла потери (2 танка Т-34 сгорело, горели, но затушены — 3, подбиты и требуют эвакуации — 20, подбито и восстановлено — 2) и к 16:00 находились в к 1 км. южнее Твердза. В 10:30 15 августа 1944 года танки начали наступление через Видач на деревни Непля (пол. Niepla) и Пшибувка (пол. Przybówka) и к исходу дня овладели ими (был подбит 1 танк, но восстановлен).
В 8:00 16 августа 1944 года началось наступление на деревню Шебне (пол. Szebnie) и к 12:00 танки вышли на восточную окраину села. Артиллерия противника находилась у села Берувка (пол. Bierówka) и на высотах 230,0, 245,0 и 262,0, а миномётные батареи у села Модерувка (пол. Moderówka) и на высоте 282,0. В 16:00 противник из села Модерувка силами до 300 автоматчиков с танками атаковал наши части и в 16:20 занял село Хшонстувка (пол. Chrząstówka), а в 18:40 силами до 200 автоматчиков с танками и бронетранспортёрами атаковал Шебне. Атака была отбита с большими для противника потерями, но советские войска начали отход на Непля. 111-я танковая бригада потеряла 6 танков, 3 офицеров и 10 чел. сержантского и рядового состава. 
В боях на плацдарме на западном берегу реки Вислок взвод Лаврова уничтожил 1 танк, 1 штурмовое орудие, 4 артиллерийских орудия, более 10 пулемётных точек противника. 14 августа (данные из донесения о безвозвратных потерях 111-й танковой бригады от 3 сентября 1944 года; по другим данным 16 августа или 19 августа) 1944 года, когда танк командира взвода был подбит, Лавров, несмотря на гибель всего остального экипажа и собственное тяжёлое ранение, продолжал отстреливаться, пока не погиб в деревне Шебне (пол. Szebnie) крайсгауптманшафта (староства) Ясло Дистрикта Краков (Кракау) Области государственных интересов Германии, ныне деревня входит в гимну Ясло Ясленского повята Подкарпатского воеводства Республики Польша. Похоронен на восточной окраине деревни Шебне (пол. Szebnie), ныне Подкарпатского воеводства Республики Польша.
17 августа 1944 года бригада занимала оборону на южной окраине сёл Непля и Пшибувка, за день отбила 3 атаки противника и потеряла 5 человек убитыми и 23 ранеными. В 10:00 18 августа 1944 года совместно с пехотой атаковала село Хшонстувка и к исходу дня закрепилась на его северной окраине. 19 августа бригада отбила 3 атаки противника. 20 августа бригаде приказано прекратить действия в районе Хшонстувки и занять оборону в районе Любля (пол. Lubla) — Непля. 27 августа 1944 года поступил приказ о выводе бригады из боёв. 12—13 сентября 1944 года 807-й стрелковый полк во взаимодействии с 1004-й стрелковым полком 52-го стрелкового корпуса после тяжёлого боя взяли Шебне.
Член ВКП(б) с 1942 года, по другим данным — член ВЛКСМ на момент гибели.
Указом Президиума Верховного Совета СССР от 10 апреля 1945 года старший лейтенант Яков Иванович Лавров посмертно был удостоен высокого звания Героя Советского Союза.

## Награды
- Герой Советского Союза, 10 апреля 1945 года[2]
  - Медаль «Золотая Звезда»
  - орден Ленина
- Орден Красной Звезды
- Медаль «За отвагу»

## Память
- Упомянут на мемориальной доске в Муниципальном бюджетном общеобразовательном учреждении «Средняя общеобразовательная школа № 2 имени Короленко В.Г. с углубленным изучением иностранного языка» Богородского городского округа Московской области среди 53 погибших учеников школы. Во дворе школы установлен памятник учителям и учащимся, погибшим во время войны, создан по эскизу Терехова Сергея Анатольевича, выпускника этой школы (выпуск 1966 года)[3].
- В районе боёв установлен памятник советским героям-танкистам.

## Семья
Жена Лаврова Екатерина Ивановна. У них было трое детей: Константин Лидия и Николай. После войны семья жила в Купавне. Екатерина Ивановна 26 лет проработала на птицеферме в колхозе «Коммунар», на молокозаводе в совхозе имени Чапаева. Ее трудовой стаж 40 лет. Старший сын Константин работал шофером в Монино, Лидия – в Звездном городке, а младший Николай – трактористом в Купавинском отделении совхоза «Ногинский».